# Guennadi Txetín
Guennadi Txetín   (raion de Kudímkar, 1 de febrer de 1943 - Uzbekistan, 2002) fou un aixecador rus que va competir sota bandera de la Unió Soviètica durant les dècades de 1960 i 1970.
El 1968 va prendre part en els Jocs Olímpics d'Estiu de Ciutat de Mèxic, on fou quart en la prova del pes gall del programa d'halterofília. Quatre anys més tard, als Jocs de Múnic, va guanyar la medalla de bronze en la mateixa categoria del programa d'halterofília.
En el seu palmarès també destaquen dues medalles al Campionat del Món d'halterofília, d'or el 1971 i de bronze el 1972. Va ser campió soviètic de pes gall el 1968, 1969, 1971, 1972 i 1976. També va guanyar la Copa Soviètica el 1975 i 1976 i va establir quatre rècords mundials, un en dos temps i tres en pes total.
Una vegada retirat, a finals dels anys setanta, Txetín va marxar a l'Uzbekistan, on va treballar de pagès. A principis dels anys noranta va tornar a aixecar peses, però en la modalitat de powerlifting i, tot i tenir gairebé 50 anys, va guanyar l’or al Campionat d'Europa de Powerlifting de 1992 en la categoria de pes lleuger i el bronze al Campionat del món del mateix any. Txetín també va ser entrenador de l'equip nacional d'halterofília de l'Uzbekistan.